# Грацијано-Рута (Бјела)
Грацијано-Рута је насеље у Италији у округу Бијела, региону Пијемонт.
Према процени из 2011. у насељу је живело 185 становника. Насеље се налази на надморској висини од 479 м.